# Warwick (Georgia)
Warwick es una ciudad ubicada en el condado de Worth en el estado estadounidense de Georgia. En el año 2000 tenía una población de 430 habitantes.

## Geografía
Warwick se encuentra ubicada en las coordenadas 31°49′49″N 83°55′15″O / 31.83028, -83.92083 (31.830351, -83.920705).
Según la Oficina del Censo, la localidad tiene un área total de 2,1 km² (0,8 mi²), de la cual 2,1 km² (0,8 mi²) es tierra y 0 km² (0 mi²) (0.00%) es agua.

## Demografía
Según la Oficina del Censo en 2000 los ingresos medios por hogar en la localidad eran de $30,208, y los ingresos medios por familia eran $37,778. Los hombres tenían unos ingresos medios de $26,250 frente a los $14,125 para las mujeres. La renta per cápita para la localidad era de $12,766. 